# 9637 Perryrose
9637 Perryrose è un asteroide della fascia principale. Scoperto nel 1994, presenta un'orbita caratterizzata da un semiasse maggiore pari a 2,3911606 au e da un'eccentricità di 0,2306599, inclinata di 0,86716° rispetto all'eclittica.
L'asteroide è dedicato all'astronomo statunitense Perry J. Rose.